# حيدر أباد (برزاوند)
حیدر أباد (بالفارسية: حیدرآباد) هي قرية تقع في إيران في قسم برزاوند الريفي. يقدر عدد سكانها بـ 30 نسمة .